# Torneo Conde de Godó 2024
El Torneo Conde de Godó 2024 fue un evento de tenis del ATP Tour 2024 en la serie ATP 500. Se disputó en Barcelona, España en el complejo Real Club de Tenis Barcelona desde el 15 hasta el 21 de abril de 2024.

## Distribución de puntos
| Modalidad            | Campeón | Finalista | Semifinales | Cuartos de final | 2.ª ronda | 1.ª ronda | Clasificados | 2.ª ronda de clasificación | 1.ª ronda de clasificación |
| Individual masculino | 500     | 330       | 200         | 100              | 50        | 0         | 25           | 13                         | 0                          |
| Dobles masculino     | 500     | 300       | 180         | 90               | –         | –         | 45           | 25                         | 0                          |

## Cabezas de serie

### Individuales masculino
| Tenista                 | Ranking | Preclasificado |
| Carlos Alcaraz          | 3       | 1              |
| Andrey Rublev           | 6       | 2              |
| Casper Ruud             | 10      | 3              |
| Álex de Miñaur          | 11      | 4              |
| Stefanos Tsitsipas      | 12      | 5              |
| Ugo Humbert             | 15      | 6              |
| Karen Khachanov         | 17      | 7              |
| Sebastián Báez          | 19      | 8              |
| Nicolás Jarry           | 21      | 9              |
| Lorenzo Musetti         | 24      | 10             |
| Alejandro Davidovich    | 29      | 11             |
| Cameron Norrie          | 30      | 12             |
| Tomás Martín Etcheverry | 31      | 13             |
| Jordan Thompson         | 32      | 14             |
| Borna Ćorić             | 33      | 15             |
| Arthur Fils             | 36      | 16             |
| Fábián Marozsán         | 37      | 17             |

- Ranking del 8 de abril de 2024.[2]

### Dobles masculino
| Tenista                                  | Ranking | Preclasificado |
| Marcel Granollers Horacio Zeballos       | 11      | 1              |
| Ivan Dodig Neal Skupski                  | 13      | 2              |
| Rajeev Ram Joe Salisbury                 | 17      | 3              |
| Santiago González Édouard Roger-Vasselin | 23      | 4              |

## Campeones

### Individual masculino
Casper Ruud venció a  Stefanos Tsitsipas por 7-5, 6-3

### Dobles masculino
Máximo González /  Andrés Molteni vencieron a  Hugo Nys /  Jan Zieliński por 4-6, 6-4, [11-9]